# Abbaye Saint-Étienne-les-Dames
Pour les articles homonymes, voir Abbaye Saint-Étienne.
L'abbaye Saint-Étienne-les-Dames est une ancienne abbaye féminine augustine de Reims.

## Historique

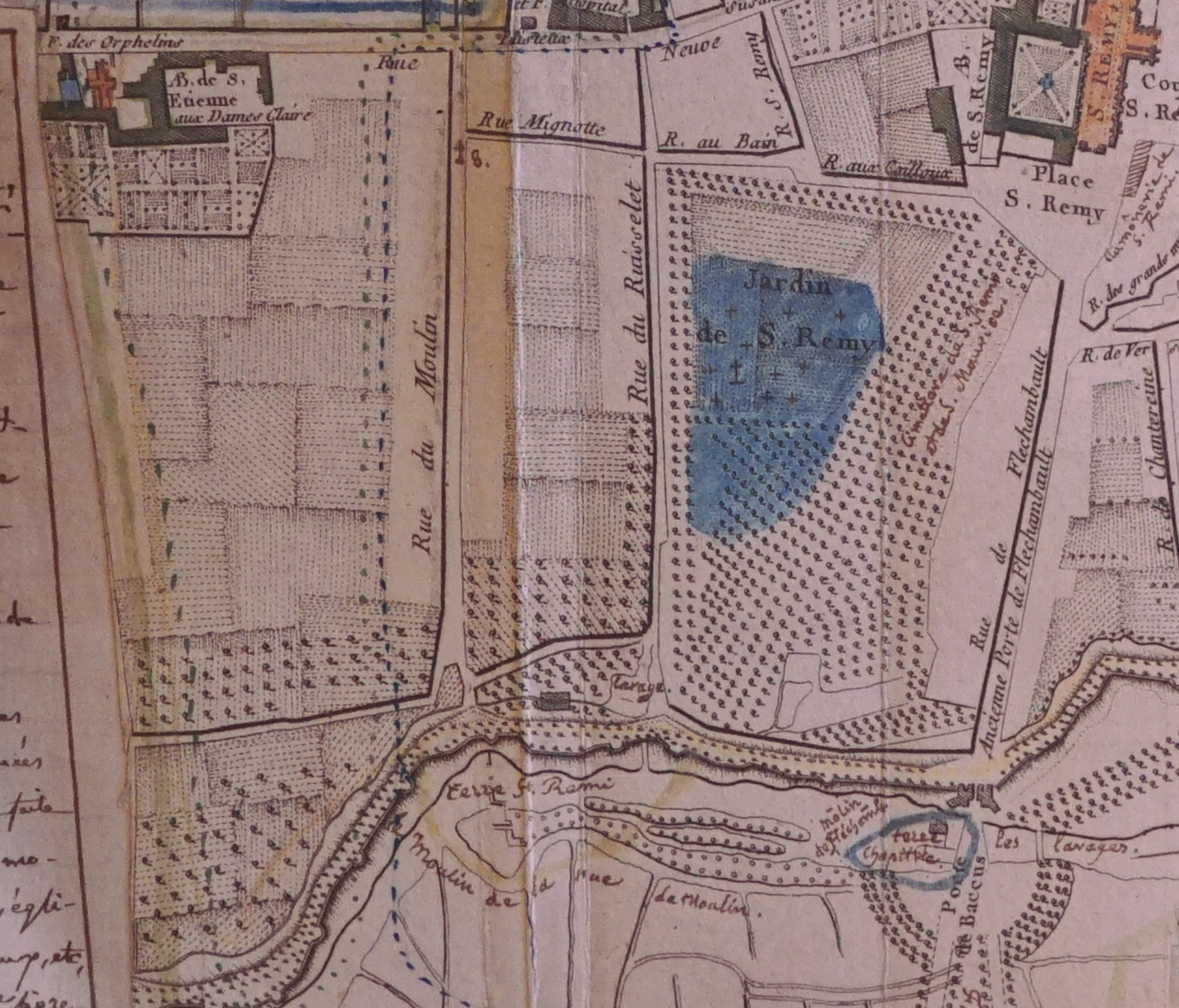
L'abbaye avec ses jardins, à gauche, jouxtant l'abbaye Saint-Remi de Reims et les remparts de la ville au sud. Manuscrit d'Étienne Povillon-Piérard, bibliothèque Carnegie (Reims).

L'abbaye Saint-Étienne de Soissons est fondée à Soissons en 1228 par Jacques de Bazoches. Les religieuses augustines permutent en 1617 avec les chanoines du Val des Écoliers de Saint-Paul de Reims et sont relocalisées à Reims dans les anciens bâtiments des dominicains de la rue Neuve. 
Quelques années plus tard, les chanoines abandonnent leur nouvelle résidence, tandis que les chanoinesses installées à Reims reprennent le couvent de Soissons qu'elles ont abandonné peu auparavant et envoient quelques religieuses y fonder une nouvelle communauté. 
L'église, anciennement Saints-Paul et Pierre, fut dédiée à saint Étienne ; rasée elle se situait aux 35 et 36 de la rue de l'Equerre. Elle est reprise par le collège Saint-Joseph de Reims.
Elle fut autorisée par des bulles papales de 1233 par Grégoire IX puis par Innocent IV et aussi par Grégoire X.
Elle obtient des privilèges royaux en 1611 par Louis XIII.

### Possessions
Parmi ses possessions il est à noter :
- en Aubenton des dimes citées en 1725[4] ;
- en Attigny les terres de Petite-cense et Cense st Hilaire, citées entre 1422 et 1743[5] ;
- à Berru, des vignes citées entre 1384 et 1741[6] ;
- à  Pouilly des terres et prés, cités en 1379[7] ;
- à Chateau-Porcien & Taizy, une maison des terres et bois entre 1279 et 1360[8].

### Abbesses
- † 1656 : Madame de Villers Saint Paul,
- 1656 - † 1707 : Louise Isabelle d'Angennes de Rambouillet
- 1707 - † 14 avril 1728 : Marguerite Jacqueline Gobillon (1664 Paris-1728) religieuse de Sainte-Perrine de la Villette, fille de Guillaume Gobillon
- 1728 - † 10 janvier 1749 : Charlotte Polixene de Thibergeau,
- 1749-21 janvier 1786: Louise Françoise Aimée/ Edmée de Grieu (1707- 1786) demoiselle de Saint-Cyr, fille de François de Grieu et Louise Françoise Edmée de Liée-Tonancourt
- 1786-1790: Renée Félicité Séguier (+ Reims 1800), religieuse de Gomerfontaine, fille de Jean Claude Séguier, seigneur de Courtieux et Marie Françoise Chardin